# Ligne de Culoz à Modane (frontière)
La ligne de Culoz à Modane (frontière), aussi appelée la ligne de la Maurienne en raison de la région géographique traversée, est une ligne ferroviaire française en région Auvergne-Rhône-Alpes, à double voie et à écartement standard. Elle relie Culoz, sur l'axe Lyon – Genève, à Modane et à l'Italie, par la vallée savoyarde de la Maurienne. C'est un axe majeur assurant la liaison entre la France et l'Italie, aussi bien pour les voyageurs que pour les marchandises.
Elle constitue la ligne no 900 000 du réseau ferré national.

## Histoire

### Genèse de la ligne

#### Contexte historique et politique
Au début du XIXe siècle, le traité de Vienne du 15 novembre 1815 entérine le retour du territoire de la Savoie, français depuis 1792, au sein des États de Savoie (alors gouvernés par Victor-Emmanuel Ier de Sardaigne), en tant que duché de Savoie.
À partir des années 1830 qui marquent en France les débuts des premières grandes lignes ferroviaires, les projets ferroviaires visant au désenclavement du duché, ainsi qu'une liaison internationale entre la France et la future Italie se font aussi d'actualité au sein du royaume. Toutefois, de tels projets nécessitent obligatoirement le franchissement de la barrière alpine séparant le Piémont (où sont établis les souverains sardes, à Turin) de la Savoie et de la France. C'est Joseph-François Médail, natif de Bardonnèche, commissionnaire en douane, puis entrepreneur de travaux publics à Lyon, qui le premier propose au roi Charles-Albert le percement d'un tunnel ferroviaire sous le col du Fréjus en août 1839. À terme, le chemin de fer doit pouvoir relier Chambéry, la capitale du duché, à Turin, capitale du royaume, après franchissement de la vallée de la Maurienne. Médail meurt toutefois en 1844 sans réponse du roi.

#### Compagnie du chemin de fer Victor-Emmanuel
Il faut alors attendre encore une décennie pour que, par décret royal sarde du 25 mai 1853, le roi Victor-Emmanuel II officialise la création de la « Compagnie du chemin de fer Victor-Emmanuel ». La compagnie confie la réalisation de la première section à voie unique, entre Choudy (Aix-les-Bains) et Saint-Jean-de-Maurienne, au groupe anglais « Jackson, Brassey et Henfrey », qui engage rapidement les travaux. Le premier voyage sur cette section de près de 80 kilomètres a lieu le 20 octobre 1856 avec 948 voyageurs, mais l'inauguration officielle aura lieu en 1857, en présence de Victor-Emmanuel II et de son ministre Camillo Cavour.
À la suite des accords de Plombières entre Napoléon III et Cavour, les troupes françaises viennent soutenir les troupes italiennes en guerre contre les Autrichiens : c'est la campagne d'Italie. Ainsi, entre le 10 avril et le 10 juillet 1859, la Compagnie Victor-Emmanuel est sollicitée et utilisée pour activer le déplacement de près de 200 000 soldats français sur le front de la bataille de Magenta. Ces accords stipulent qu'en s'alliant avec l'Italie contre l'Autriche, la France obtiendrait en contrepartie le comté de Nice et le duché de Savoie. À la suite de l’armistice de Villafranca du 8 juillet 1859 qui met fin au conflit, les troupes reprennent à nouveau la ligne le 15 août. Dans un premier temps, Napoléon III renonce à la cession des territoires italiens mais, au traité de Turin du 24 mars 1860 s'ajoute le plébiscite du 28 avril 1860 entraînant l'annexion de la Savoie à la France, proclamée le 14 juin 1860.

#### Compagnie du chemin de fer de Paris à Lyon et à la Méditerranée (PLM)
Ces évènements ont des conséquences importantes pour la nouvelle ligne française et future ligne dite de la Maurienne. Un décret impérial du 27 mai 1863 approuve une convention signée le 1er mai 1863 entre le ministre des Travaux publics et la Compagnie du chemin de fer Victor-Emmanuel qui confirme l'attribution de la concession à cette dernière. Cependant, par une convention signée les 9 juin 1866 et 17 juin 1867, la Compagnie du chemin de fer Victor-Emmanuel cède à l'État français les sections construites ou à construire situées sur le territoire français, l'État les rétrocédant alors à la compagnie du chemin de fer de Paris à Lyon et à la Méditerranée (PLM). Cette convention est approuvée par décret impérial le 27 septembre 1867.
La lenteur de percement du tunnel ferroviaire du Fréjus entre Modane et Bardonnèche qui débute en 1861 conduit dès 1865 M. Brassey associé avec l’ingénieur Fell à proposer la construction d'un chemin de fer provisoire entre Saint-Michel-de-Maurienne et Suze passant par le col du Mont-Cenis. Cette ligne est mise en service le 15 juin 1868 et fermée le 19 septembre 1871 à l'ouverture du tunnel ferroviaire du Fréjus.
Les travaux de doublement de la voie commencent en 1872 et se terminent en 1903.

### Chronologie des mises en service

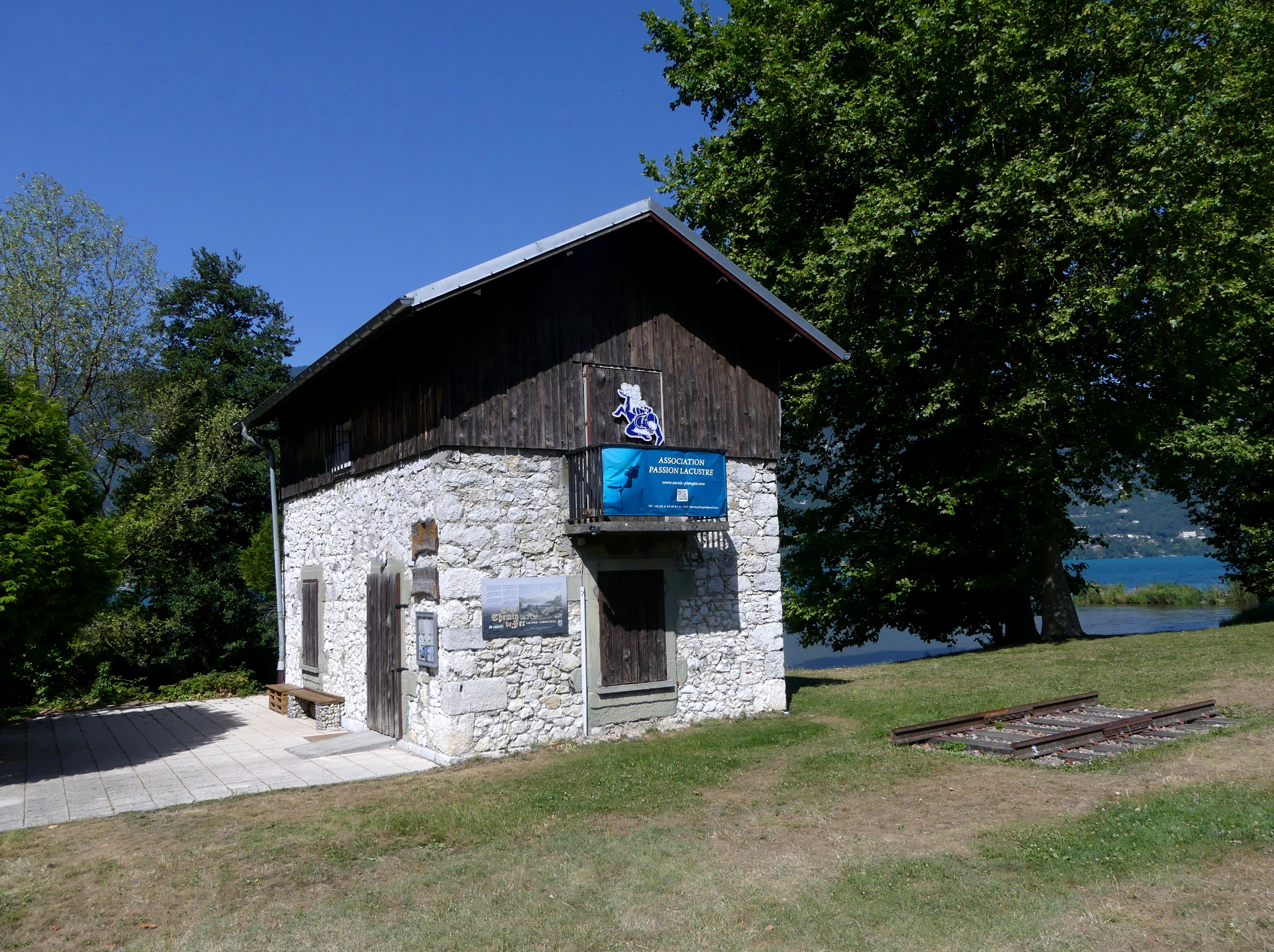
Ancienne maison de garde-barrières à l'emplacement de la ligne ayant longé le lac du Bourget à l'ouest de Tresserve de 1856 à 1866.

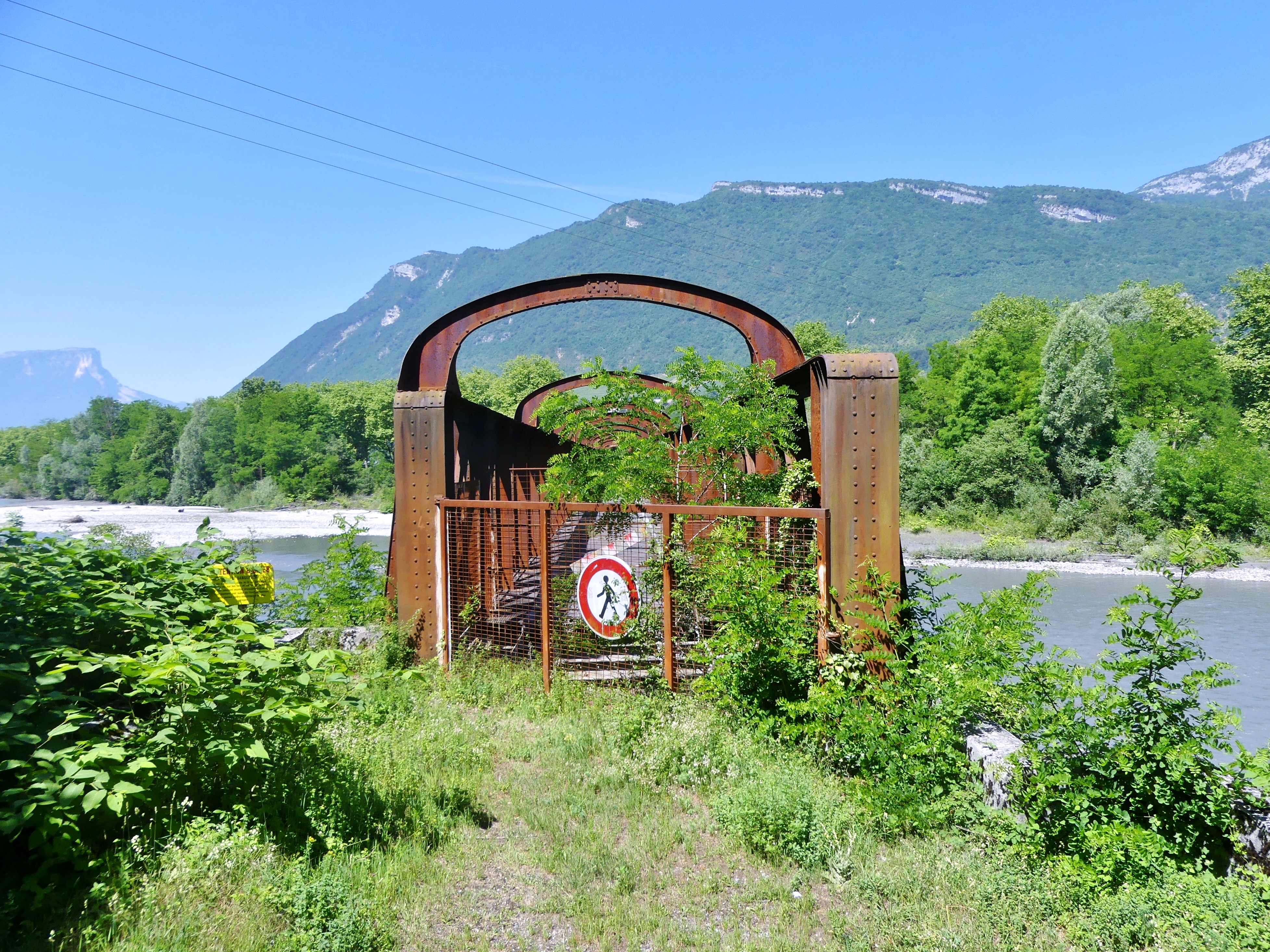
Pont Victor-Emmanuel à Cruet à l'emplacement de la ligne en rive gauche de l'Isère, en service de 1856 à 1876.

- 20 octobre 1856 : d'Aix-les-Bains à Saint-Jean-de-Maurienne.
- 31 août 1857 : de Saint-Innocent à Aix les Bains.
- 27 juillet 1858 : du Rhône (y compris le pont sur le fleuve) à Saint-Innocent.
- 2 septembre 1858 : de Culoz au Rhône (raccordement à la ligne de Genève).
- 17 mars 1862 : de Saint-Jean de Maurienne à Saint-Michel-de-Maurienne.
- 20 octobre 1871 : de Saint-Michel de Maurienne à Modane et Bussoleno en Italie.

### Évolutions des tracés
Le tracé de la ligne a connu plusieurs changements au cours de la seconde moitié du XIXe siècle.

#### Tunnel de la Grésine
À la sortie du tunnel de la Colombière en direction d'Aix-les-Bains, la ligne empruntait ensuite le tunnel de Grésine à Saint-Innocent. À la suite de son effondrement, la voie est déplacée le long de la rive du lac du Bourget en 1894 et le tunnel finalement comblé en 1962 avec l'urbanisation du secteur.

#### Aménagements d'Aix-les-Bains
Plus loin, la ligne poursuit son tracé le long du lac du Bourget jusqu'à Voglans. Ce tracé nécessite l'expropriation des riverains et d'importants remblais afin que la voie soit rectiligne.
La première station desservant Aix-les-Bains est celle de Choudy, située près du Grand Port, à deux kilomètres du centre. Afin de rapprocher le chemin de fer d'Aix, un embranchement est dans un premier temps créé en 1857 depuis Choudy jusqu'à la nouvelle station du Gigot située aux abords du centre et desservie par navettes. Puis le développement du thermalisme et du tourisme d'une part, ainsi que la construction de la nouvelle ligne pour Annecy d'autre part, conduisent finalement à la reprise complète du tracé de la ligne afin de le faire traverser Aix-les-Bains à compter de 1866, jusqu'à nos jours. L'ancien tracé est déferré et laisse place à l'actuelle D1201.

#### Pont Victor-Emmanuel
Dans la combe de Savoie, un autre changement de tracé intervient entre Montmélian et Chamousset. À l'origine, la ligne à voie unique de 1856 empruntait la rive gauche de l'Isère entre Cruet et Chamousset grâce au pont Victor-Emmanuel, aussi appelé « Pont des Anglais » (pont situé le long de la Route départementale 1006 au niveau de Cruet). Construite en zone inondable et marécageuse, la voie se révèle toutefois instable et est plusieurs fois détruite par les inondations de l'Isère. C'est lors de la rétrocession de la ligne à la compagnie du PLM que ce tracé est abandonné en 1876 au profit du tracé actuel, sur la rive droite de l'Isère, à l'abri des inondations sur les coteaux de Saint-Jean-de-la-Porte et permettant par ailleurs de créer une bifurcation à Saint-Pierre-d'Albigny pour lancer la ligne de la Tarentaise en direction d'Albertville,. Un nouveau pont métallique est construit au niveau du pont Royal, ainsi que le tunnel de Chamousset et la galerie du Record à Cruet. L'actuelle gare de Chamousset est alors créée tandis que l'ancienne gare, située au niveau de l'actuel carrefour de Chamousset sur la RD 1006, est abandonnée.

#### Vallée de la Maurienne

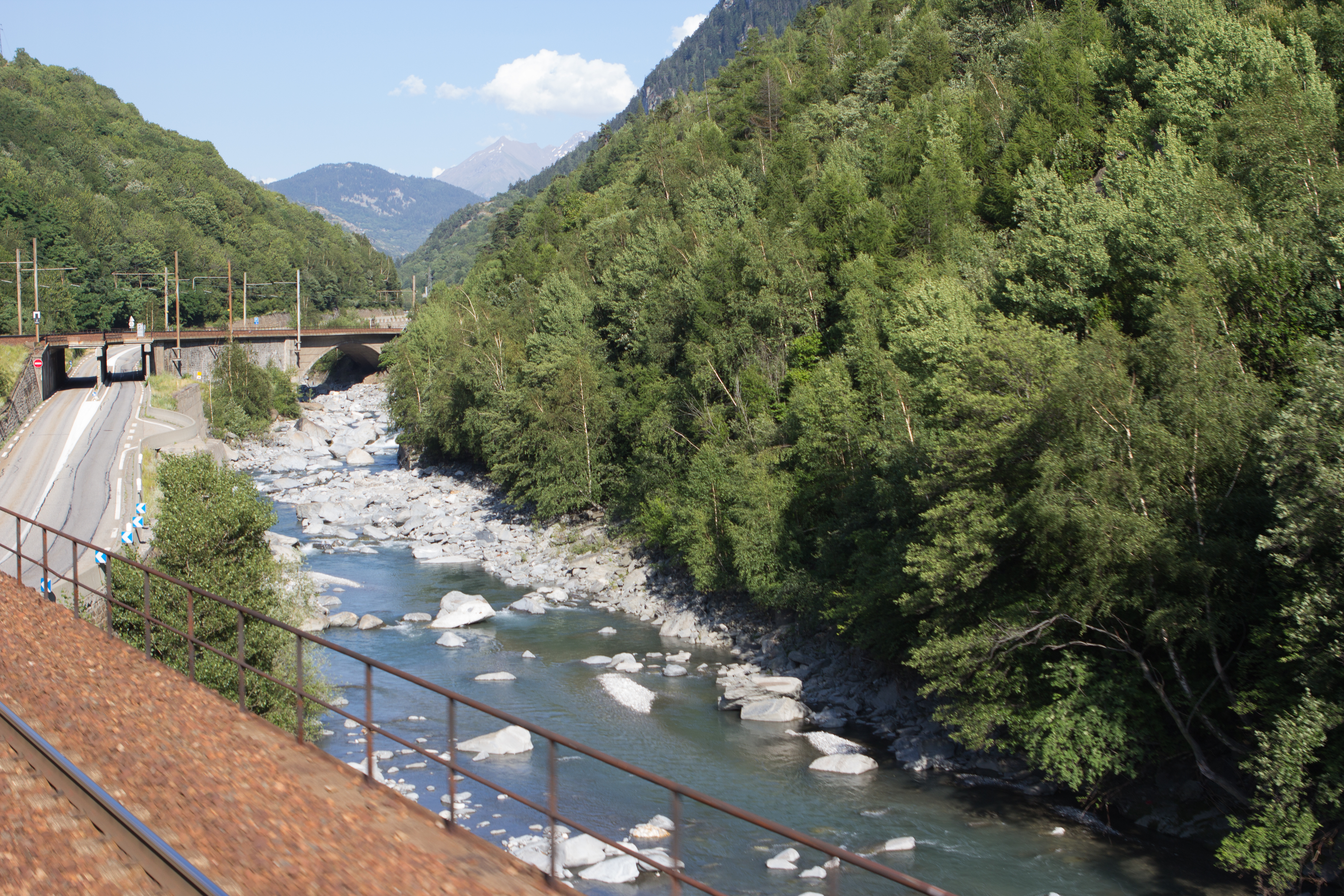
La ligne franchissant l'Arc à Orelle deux reprises au niveau de la déviation de l'Envers.

En Maurienne, le tunnel de l'Envers à Orelle s'effondre en 1881, nécessitant une déviation enjambant deux fois l'Arc sur une distance inférieure à 500 m et la création de la gare d'Orelle-Prémont, aujourd'hui disparue.

#### Évitement de Pontamafrey
En 1966, afin d'éviter les crues de la rivière l’Arc ou du torrent la Ravoire, est établi l'évitement de Pontamafrey, entre les PK 202,7 et 204,7. Il est déferré en 2013.

### Accident de Saint-Michel-de-Maurienne
Le 12 décembre 1917 a lieu le plus grave accident ferroviaire survenu en France. Un train en surcharge, rempli de permissionnaires revenant du front italien, déraille dans un virage près de Saint-Michel-de-Maurienne (au PK 222 de la ligne). L'accident fait 435 morts et 207 blessés.

### Électrification

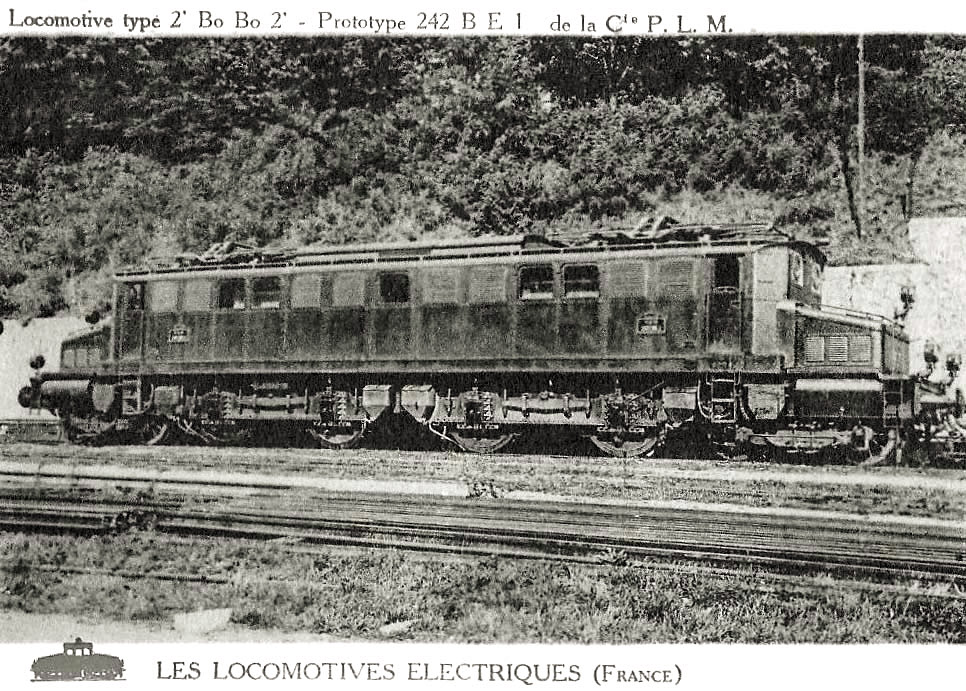
PLM 242 BE 1, la première locomotive électrique utilisée pour les essais avec le 3e rail latéral.

La ligne de la Maurienne fait partie des premières lignes ferroviaires françaises à faire l'objet d'une électrification. Elle est en effet proposée par la compagnie PLM dans le rapport rendu par le comité d'études constitué en 1918, puis à nouveau mentionnée comme ligne « indispensable » à électrifier par Marcel Japiot, ingénieur en chef adjoint du matériel et de la traction du PLM, dans une note parue en 1923. Cette note justifie l'électrification rapide de la ligne par son profil varié (plaine, montagne), sa faible longueur (135 km) et la présence importante de ressources en énergie hydroélectrique (houille blanche). L'aspect financier est également évoqué, dans le contexte économique difficile de l'après-guerre. De plus, le manque de puissance de la traction à vapeur constitue un frein à l'écoulement d'un trafic en augmentation constante. Enfin, le PLM souhaite tester la traction électrique, nouvelle à l'époque, avec l'objectif d'électrifier ensuite la ligne de la Côte d'Azur.
Au cours des études précédant l'électrification survient une interrogation sur le type d'équipement à privilégier : ligne de contact en aérien ou troisième rail au sol. Économiquement, pour cette ligne à très forts trafic et rampe, le prix de revient du 3e rail se révélait du même ordre que celui d'un équipement aérien avec feeder d'alimentation de forte section en parallèle avec la caténaire, du fait des fortes intensités nécessaires à la traction. Techniquement, si la ligne aérienne présente l’avantage de la sécurité au sol et d'éviter les obstacles constitués par les appareils de voie, le troisième rail pour sa part présente une plus grande facilité de pose, de surveillance et d'entretien et ne nécessite pas le déplacement de lignes téléphoniques et télégraphiques souvent situées le long des voies. En outre, le troisième rail est davantage adapté à la circulation conjointe de locomotives électriques et à vapeur dans la mesure où les suies rejetées par ces dernières peuvent causer des dégradations rapides des lignes aériennes, ainsi que des archets des pantographes des locomotives électriques au contact de ces suies ; cela aurait été le cas de la portion de ligne entre Chambéry et Saint-Pierre-d'Albigny du fait des relations vers Grenoble et Bourg-Saint-Maurice assurées en traction à vapeur.
Décision est donc prise d'effectuer un premier essai d'électrification par 3e rail latéral à double champignon alimenté en 1 500 V continu sur les 25 km séparant Chambéry et Saint-Pierre-d'Albigny, qui devient effective en 1925. Toutefois, la gare de Chambéry se voit équipée à la fois en troisième rail et en lignes aériennes du fait des nombreux appareils de voies de services, les locomotives électriques étant alors équipées pour capter le courant aussi bien au sol qu'en aérien.

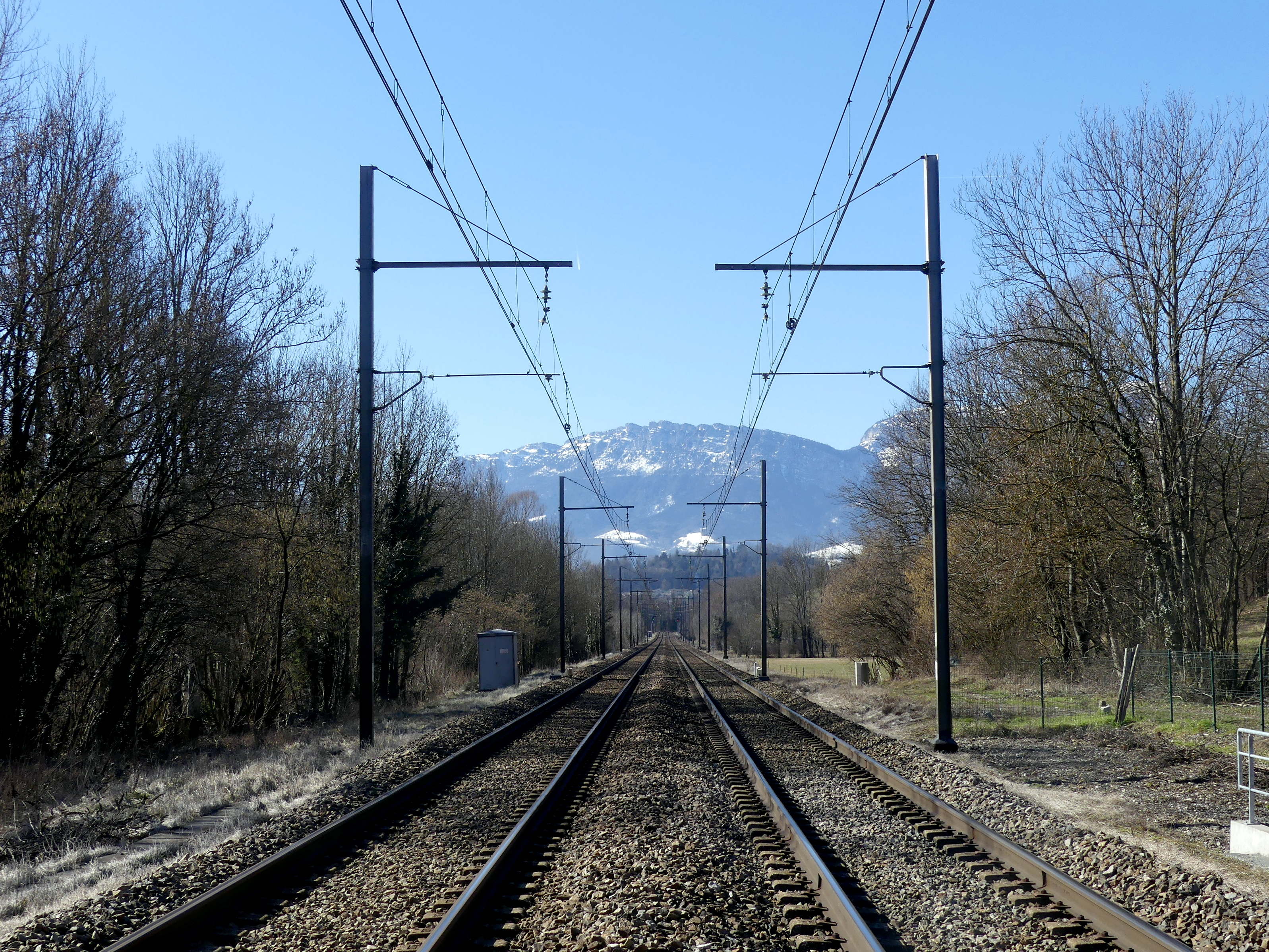
Caténaires sur la ligne à Arbin.

Les travaux d'électrification par 3e rail se poursuivent ensuite jusqu'en 1930 pour la section Chambéry - Modane. Toutefois, à Chambéry, les voies de services des principales gares sont équipées à la fois en caténaires et en 3e rail ; quant à la gare de Modane, elle est électrifiée uniquement en 3e rail en raison des caténaires en courant triphasé installées lors de l’électrification de la ligne italienne du Fréjus jusqu'à Modane dès 1915,. Les 35 km du tronçon Culoz - Chambéry sont mis sous tension en 1935, bien qu'équipés dès l'origine de caténaires.
Par la suite, les sujétions d'entretien de la voie dues à la présence au ras du sol d'un courant de 1 500 V continu ont conduit à abandonner le système d'électrification par 3e rail pour les électrifications ultérieures.
En 1976, la ligne a été convertie à l'alimentation par caténaire : le rail conducteur a été déposé, sur l'ultime section entre Aiguebelle et Épierre. Cependant, les voies de service des gares de la ligne ont conservé les supports des caténaires d'origine (1925-1930), à l'exception de Montmélian, sur les voies en direction de Grenoble, ainsi que la jonction directe vers la ligne de Grenoble à Montmélian, changés entre 2012 et 2013.
La portion de Culoz à Chambéry a été électrifiée directement par caténaires, en 1936.

### Les inondations de 1957
Dans la nuit du 13 au 14 juin 1957, alors que des précipitations extrêmes sévissent en Savoie, dans les Hautes-Alpes et jusqu'en Mercantour, provoquant des catastrophes dans plusieurs vallées, une violente crue de l'Arc dévaste toute la vallée de la Haute-Maurienne et entraîne des dommages très importants à la ligne entre Modane et Pontamafrey : quinze kilomètres de voies ferrées sont emportés, la gare de Saint-Michel-de-Maurienne et la gare de triage de Saint-Jean de Maurienne sont inondées, de nombreux talus sont détruits, un pont s'est effondré et le ballast est emporté dans certains tunnels envahis par le torrent, des supports de caténaires de la gare de Saint-Michel-de-Maurienne sont renversés et, par endroits, les rails sont tordus. La circulation est rétablie à double voie et en traction électrique dès le 4 juillet 1957. À la suite de cet événement, il est décidé de construire l'évitement de Pontamafrey.

### Éboulement d'août 2023
Voir iconographie

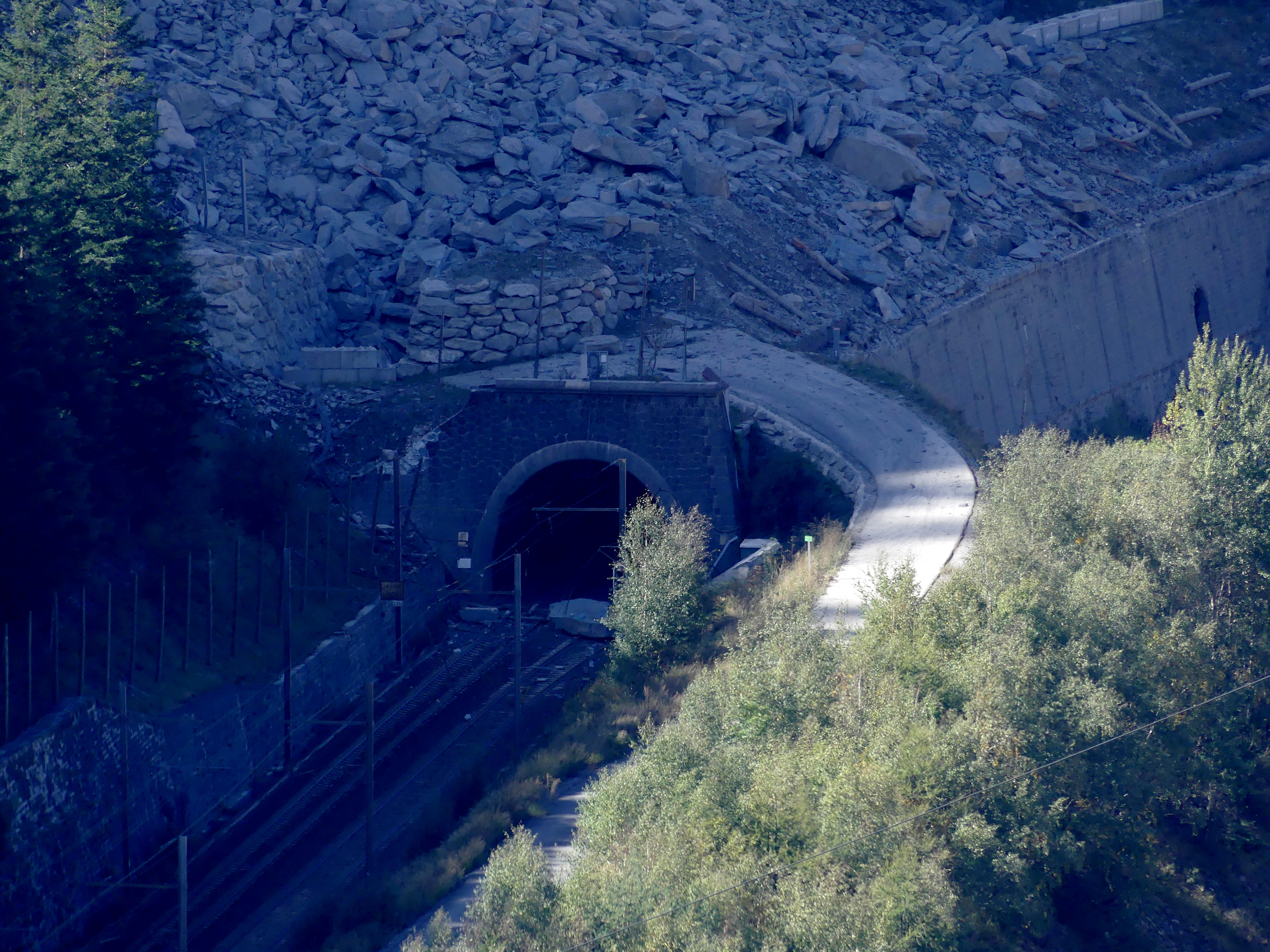
Entrée du tunnel de la Brèche un mois après l'éboulement.

Le 27 août 2023, un pan de paroi rocheuse pourtant grillagé situé sur l'ubac de la roche Fleurie sur la commune de Freney s'éboule en rive gauche de l'Arc, à la hauteur de la station d'épuration de la Praz sur la commune de Saint-André en rive droite,. Les matériaux rocheux s'écrasent sur le toit du tunnel ferroviaire de la Brèche ainsi que sur la route départementale 1006 située en contrebas pour finir leur course dans le lit de l'Arc ; une partie du nuage de poussière envahit le bas de la vallée et le pont de l'A43 qui franchit l'Arc alors que des véhicules sont en circulation,,. Avec un volume d'au moins 10 000 m3, c'est le plus gros éboulement survenu sur le réseau ferroviaire français en 45 ans.
La circulation ferroviaire est interrompue ainsi que la circulation routière sur la route départementale et l'autoroute,. Si la circulation sur l'autoroute a pu reprendre à partir du 8 septembre après une sécurisation des voies par l'édification d'un mur en conteneurs, celles sur la route départementale et la voie ferrée sont interrompues pour plusieurs semaines, le temps de purger et sécuriser à nouveau la falaise, dégager les roches tombées, procéder aux réparations et vérifier l'intégrité de la structure du tunnel. Le préfet de la Savoie annonce le 29 septembre 2023 que la liaison ferroviaire entre Chambéry et Turin ne sera pas rétablie « avant une petite année ». Les TGV à destination de Modane marqueront l'arrêt à Saint-Jean-Maurienne et à Saint-Michel-de-Maurienne et des bus seront mis en place à destination des stations de ski.
En janvier 2024, SNCF Réseau indiquait que la ligne pourrait rouvrir dès l'automne 2024, après la fin des travaux de sécurisation de la falaise prévue à l'été 2024. Finalement, un an plus tard, en janvier 2025, la SNCF prévoit une réouverture de la ligne pour la fin mars 2025.

## Description de la ligne

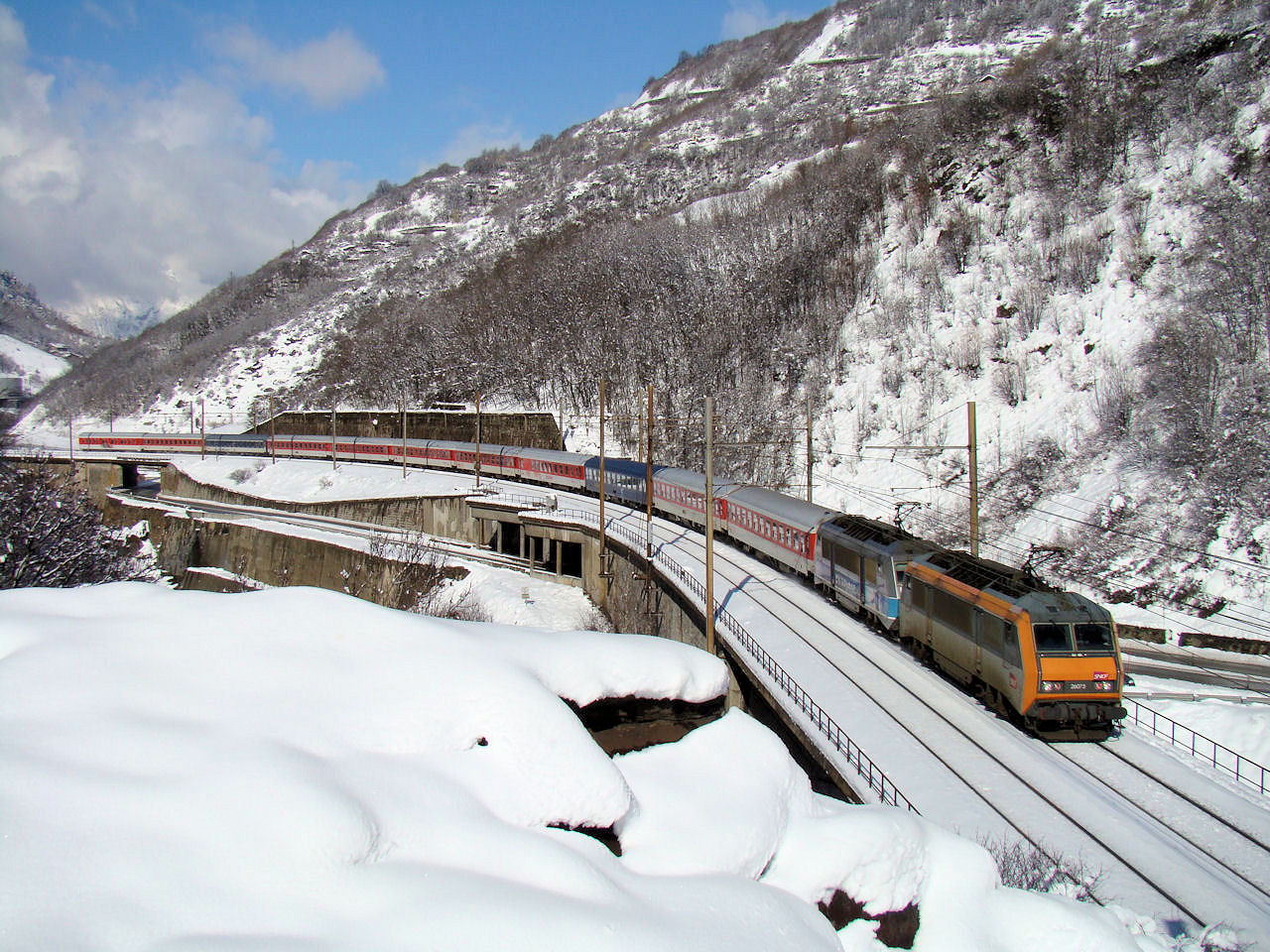
Dernière grande rampe quelques kilomètres avant Modane, sous la neige.

C'est une ligne de montagne, avec des déclivités très importantes (rampe maximale de 30 ‰) de Saint-Jean-de-Maurienne à Modane.

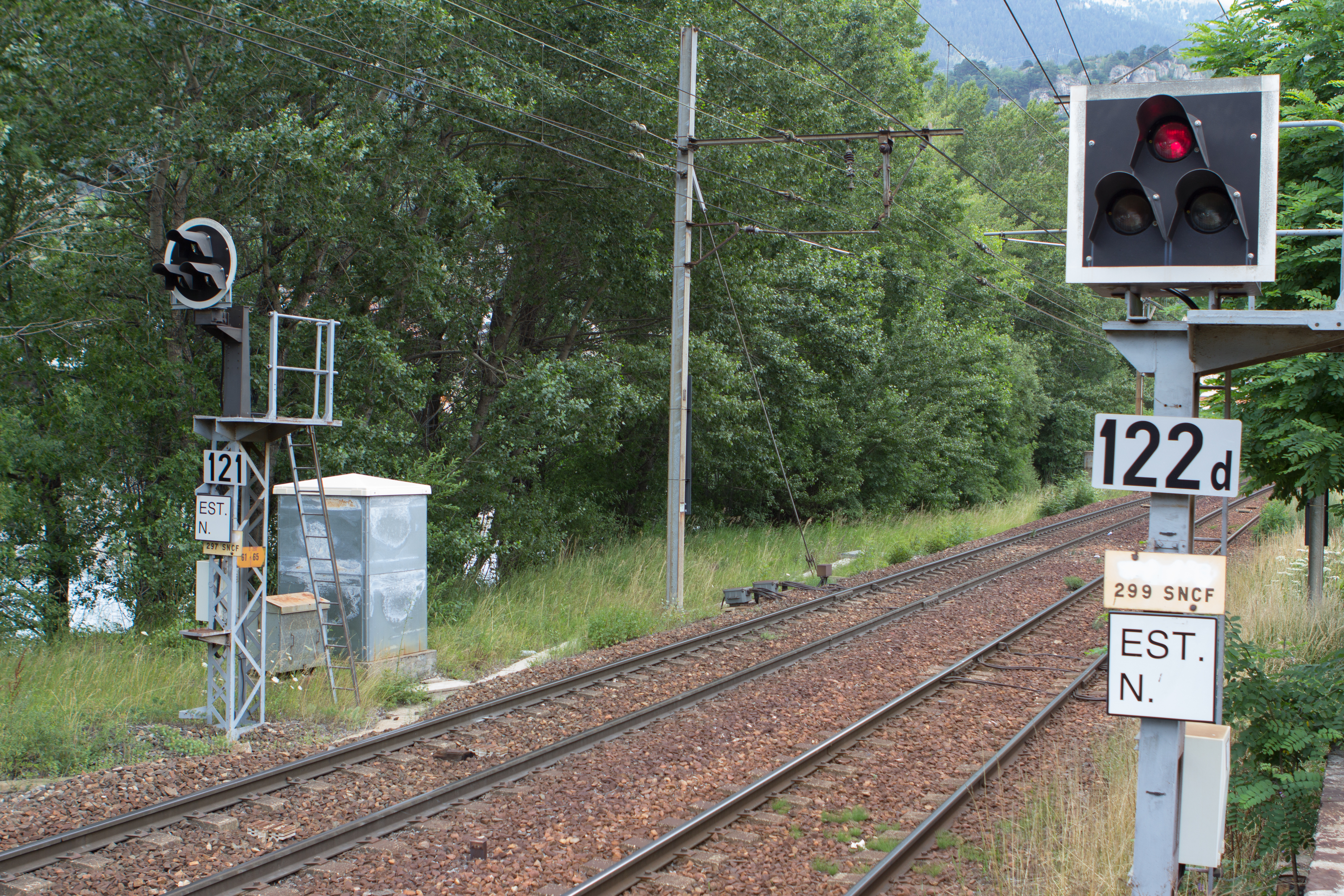
Signalisation italienne et caténaire 3000 V sur la section entre Modane et le tunnel du Fréjus.

La ligne est par ailleurs équipée d'installations permanentes de contre-sens (IPCS) avec les postes de Champfleury (entre Culoz et Aix-les-Bains), de Bois-Plan (entre Chambéry et Montmélian et de Berchettes (entre Saint-Michel-de-Maurienne et Modane).
La liaison vers l'Italie est réalisée grâce au tunnel ferroviaire du Fréjus (13 688 mètres dont 6 908 en France). La section entre Modane et la frontière franco-italienne, bien qu'appartenant à RFF, est entièrement équipée selon les standards italiens, notamment la signalisation et l'électrification en 3000 V continu (certaines locomotives italiennes équipées en conséquence peuvent pénétrer dans le domaine de la gare de Modane sous 1500 V continu en fonctionnant à mi-puissance).

### Liste des gares
La ligne de la Maurienne a compté un total de 27 points d'arrêt, sans compter la gare de Choudy ayant précédé la gare d'Aix-les-Bains. En 2020, la ligne compte 15 gares et haltes ouvertes.
| Gare                            | Pk      | Altitude | Ouverture | Fermeture   | Observation                                                                                       |
| ------------------------------- | ------- | -------- | --------- | ----------- | ------------------------------------------------------------------------------------------------- |
| Culoz                           | 101,344 | 236 m    | 1858      |             |                                                                                                   |
| Vions - Chanaz                  | 104,393 | 235 m    | 1858      |             |                                                                                                   |
| Chindrieux                      | 108,324 | 235 m    | 1858      |             | Appelée « Gare de Châtillon » jusqu'en 1882/1883                                                  |
| Brison - Saint-Innocent         | 114,669 | 234 m    | 1857      | ?           |                                                                                                   |
| Aix-les-Bains - Le Revard       | 123,622 | 244 m    | 1857      |             | Ayant remplacé les gares de Choudy et du Gigot                                                    |
| Viviers-du-Lac                  | 128,286 | 263 m    | ?         |             | Appelée initialement « Gare de Viviers »                                                          |
| Voglans                         | 130,865 | 238 m    | 1856      | ?           | Déplacée au sud de la première gare lors d'un changement de tracé                                 |
| Chambéry - Challes-les-Eaux     | 137,673 | 270 m    | 1856      |             |                                                                                                   |
| Chignin - Les Marches           | 147,499 | 297 m    | 1856      | Années 1990 | Appelée « Station de la route de Grenoble » jusqu'en 1863 puis « Gare des Marches » jusqu'en 1878 |
| Montmélian                      | 150,903 | 286 m    | 1856      |             | Déplacée à l'ouest de la première gare, auparavant plus proche d'Arbin                            |
| Cruet                           | 154,925 | 272 m    | 1876      | Avant 1984  | Construite lors d'un changement de tracé et démolie en 1984                                       |
| Saint-Jean-de-la-Porte          | 159,952 | 291 m    | 1948      | 1995-2000   |                                                                                                   |
| Saint-Pierre-d'Albigny          | 162,381 | 295 m    | 1856      |             | Déplacée au nord de la première gare en 1876 lors d'un changement de tracé                        |
| Chamousset                      | 166,865 | 291 m    | 1856      |             | Déplacée au sud de la première gare en 1876 lors d'un changement de tracé                         |
| Aiton-Bourgneuf                 | 170,720 | 305 m    | 1950      | ?           |                                                                                                   |
| Aiguebelle                      | 175,198 | 323 m    | 1856      |             |                                                                                                   |
| Argentine                       | 180,258 | 342 m    | 1947      | ?           |                                                                                                   |
| Épierre - Saint-Léger           | 185,364 | 369 m    | 1856      |             |                                                                                                   |
| Les Chavannes - Saint-Rémy      | 193,231 | 416 m    | ?         | ?           |                                                                                                   |
| Saint-Avre - La Chambre         | 198,081 | 448 m    | 1856      |             |                                                                                                   |
| Pontamafrey                     | 203,854 | 498 m    | ?         | ?           |                                                                                                   |
| Saint-Jean de Maurienne - Arvan | 208,088 | 536 m    | 1856      |             |                                                                                                   |
| Saint-Julien-Montricher         | 214,330 | 632 m    | 1862      | ?           |                                                                                                   |
| Saint-Michel - Valloire         | 220,364 | 711 m    | 1862      |             |                                                                                                   |
| Orelle-Prémont                  | 225,318 | 845 m    | 1885      | 1993        | Construite lors du changement de tracé après l'éboulement du tunnel de l'Envers                   |
| La Praz                         | 230,163 | 957 m    | 1871      | ?           |                                                                                                   |
| Modane                          | 235,956 | 1 057 m  | 1871      |             |                                                                                                   |

### Vitesses limites
Vitesses limites de la ligne en 2012 pour les AGC, les X 72500 ainsi que les TGV et Z2 en sens impair (certaines catégories de trains, comme les trains de marchandises, possèdent des limites plus faibles) :
| De                        | À                         | Limite |
| ------------------------- | ------------------------- | ------ |
| Culoz                     | Chindrieux                | 150    |
| Chindrieux                | Km 113,5                  | 130    |
| Km 113,5                  | Km 131,1                  | 110    |
| Km 131,1                  | Chambéry                  | 150    |
| Chambéry                  | Bifurcation de Montmélian | 160    |
| Bifurcation de Montmélian | Km 159,3                  | 150    |
| Km 159,3                  | Chamousset                | 130    |
| Chamousset                | Aiguebelle                | 150    |
| Aiguebelle                | St-Jean-de-Maurienne      | 130    |
| St-Jean-de-Maurienne      | St-Michel - Valloire      | 115    |
| St-Michel - Valloire      | Modane                    | 95     |

## Matériel roulant

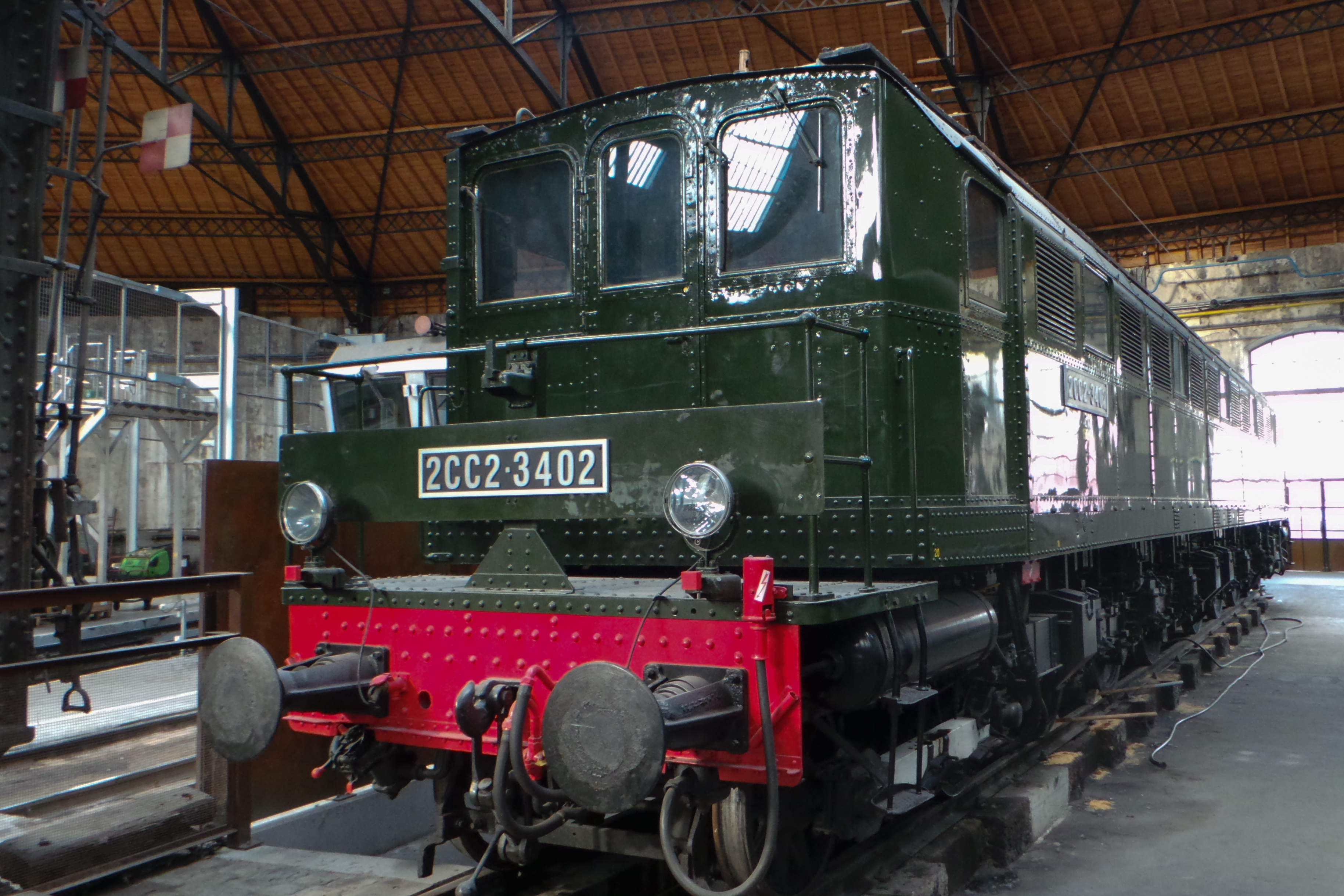
Locomotive 2CC2 3402 préservée sous la rotonde de Chambéry.

La locomotive 2CC2 3402, construite en 1929, est l'unique locomotive classée monument historique, aujourd'hui conservée par l'Association pour la Préservation du Matériel Ferroviaire Savoyard (APMFS) sous la rotonde ferroviaire de Chambéry. Bien que toujours fonctionnelle, celle-ci ne possède désormais plus d'homologation de circulation en ligne. D'autres BB, surnommées « biquettes » par les anciens cheminots de Chambéry, sont exposées à la cité du train à Mulhouse (non fonctionnelles).
Une sous-série de 21 CC 6500 était spécialement équipée de frotteurs pour le rail conducteur de la Maurienne. Seule subsiste la CC 6558 de cette sous-série, toujours homologuée, utilisée par l'APMFS lors de manifestations ferroviaires (trains spéciaux). Ses frotteurs lui ont cependant été retirés.

## Avenir
La ligne devrait être à l'avenir doublée par la nouvelle liaison ferroviaire Lyon - Turin, une ligne mixte comportant un grand tunnel international, destinée aux TGV et au fret.
La ligne fait partie du Corridor européen D (Valence - Budapest) et devrait être équipée de l'ETCS niveau 1 à l'horizon 2018.

## Galerie de photographies

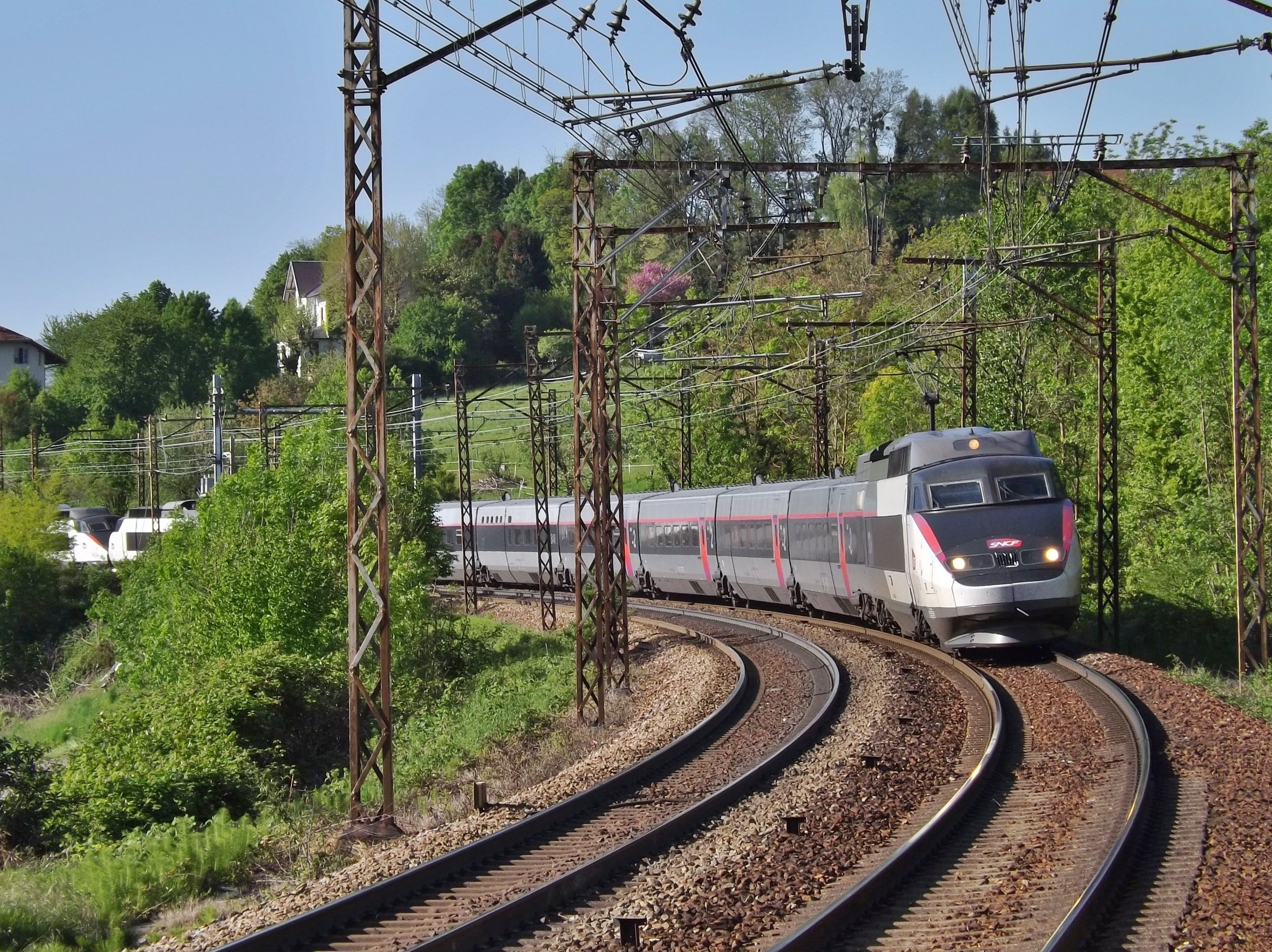
TGV Annecy-Paris passant à Viviers-du-Lac en direction de Chambéry.
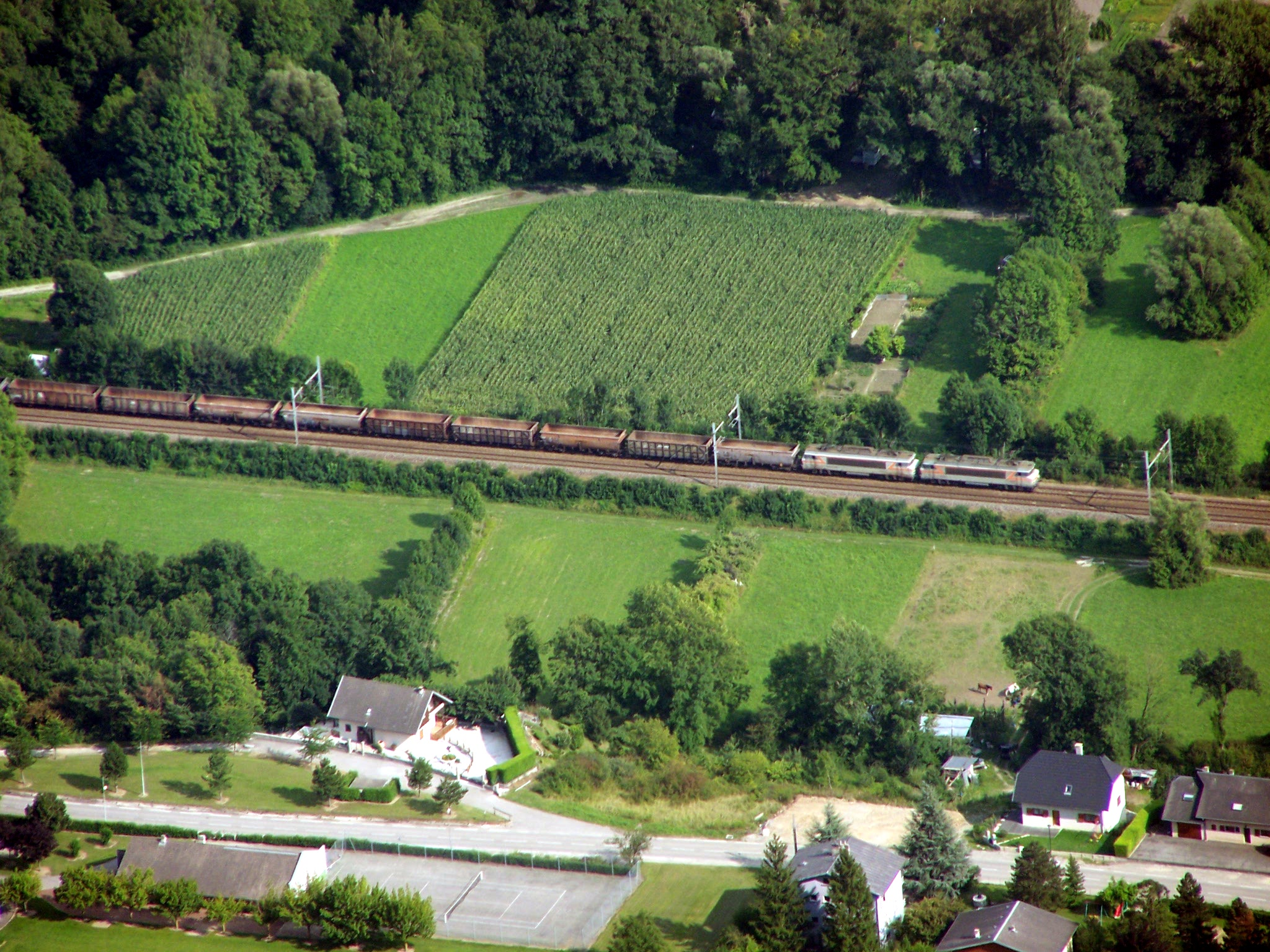
Arrivée à Montmélian d'un train de marchandises venant de la Maurienne.
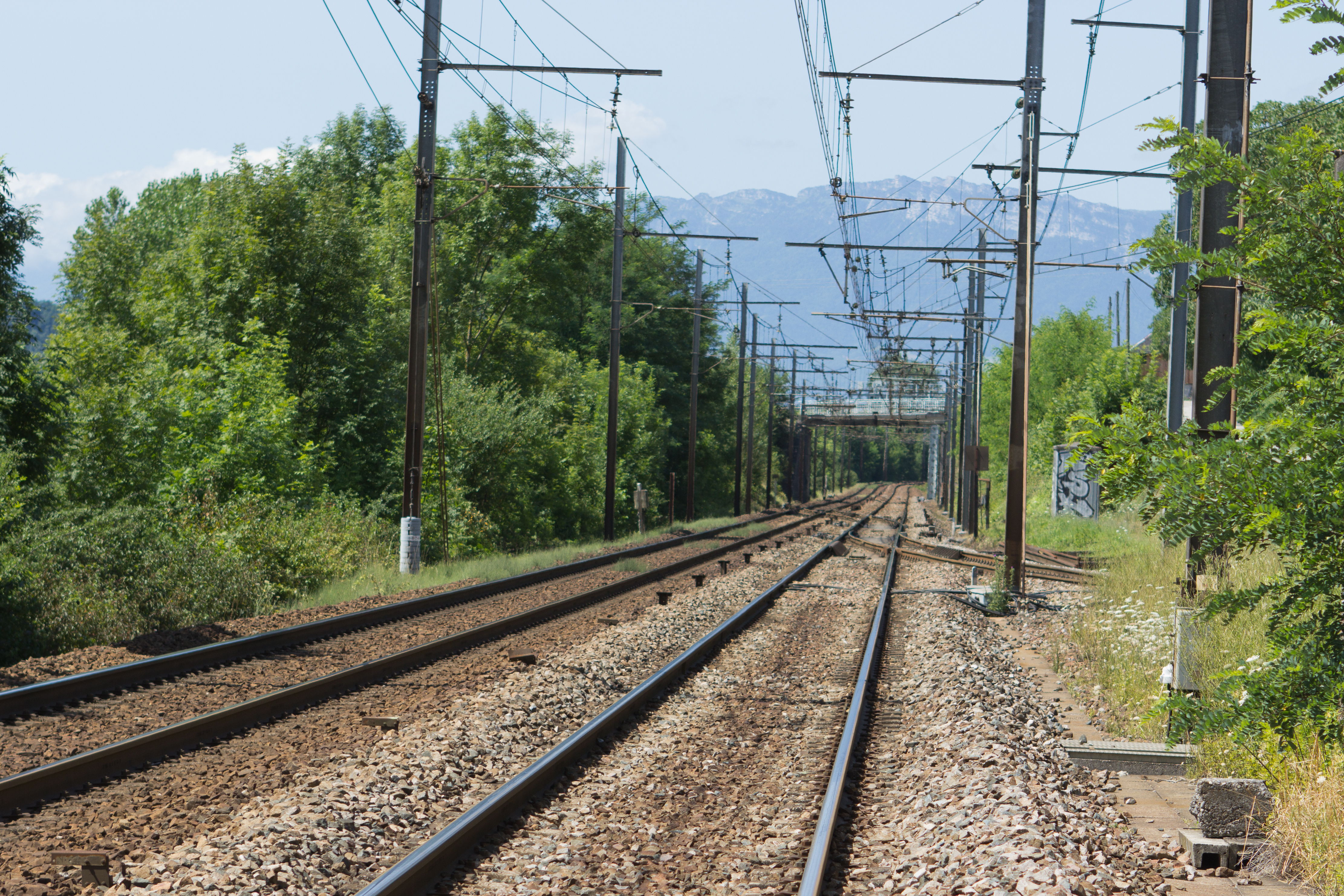
La ligne de la Maurienne au point de bifurcation avec la ligne de la Tarentaise.
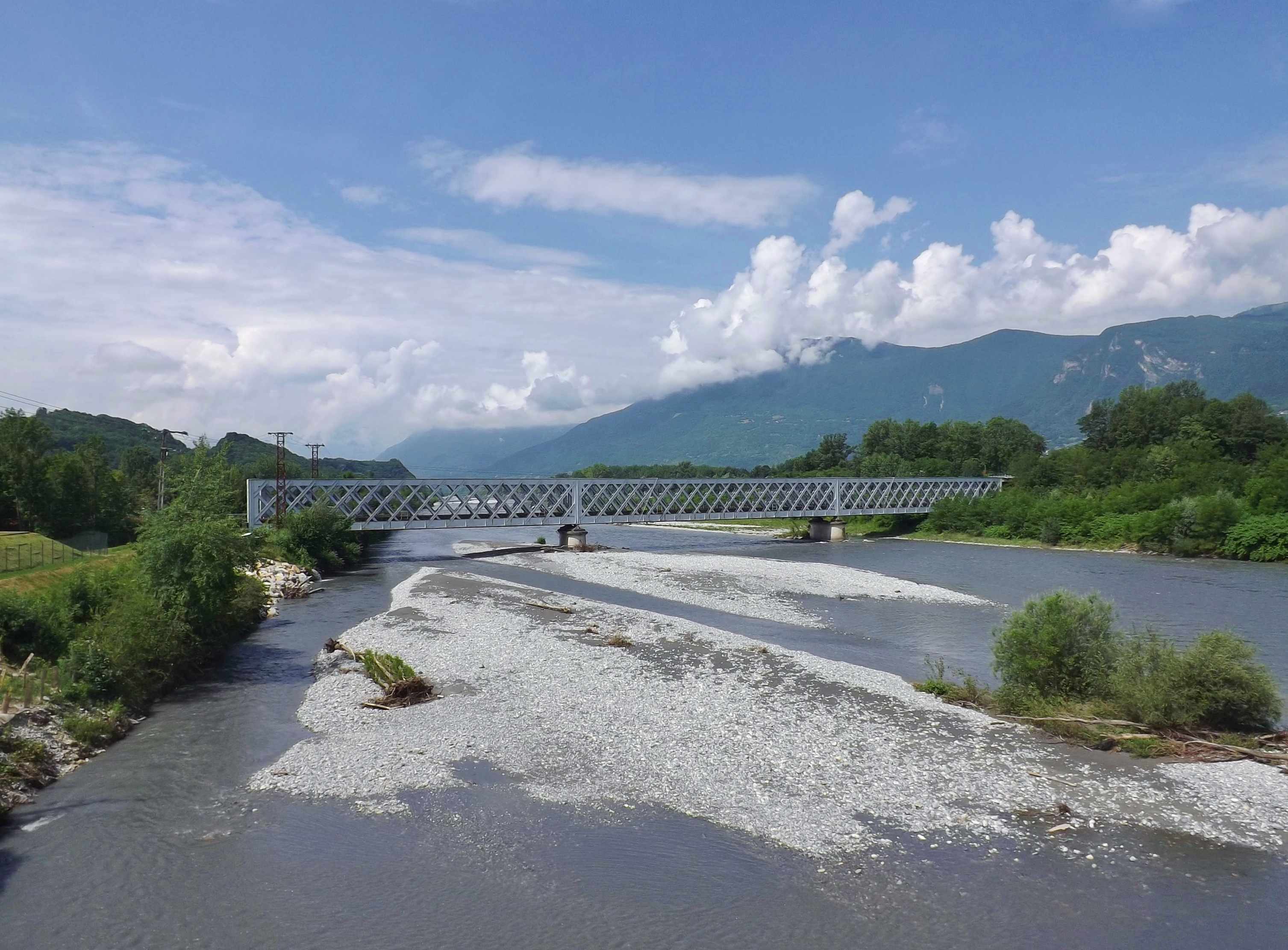
Le pont-rail de la ligne traversant l'Isère, près de Chamousset.
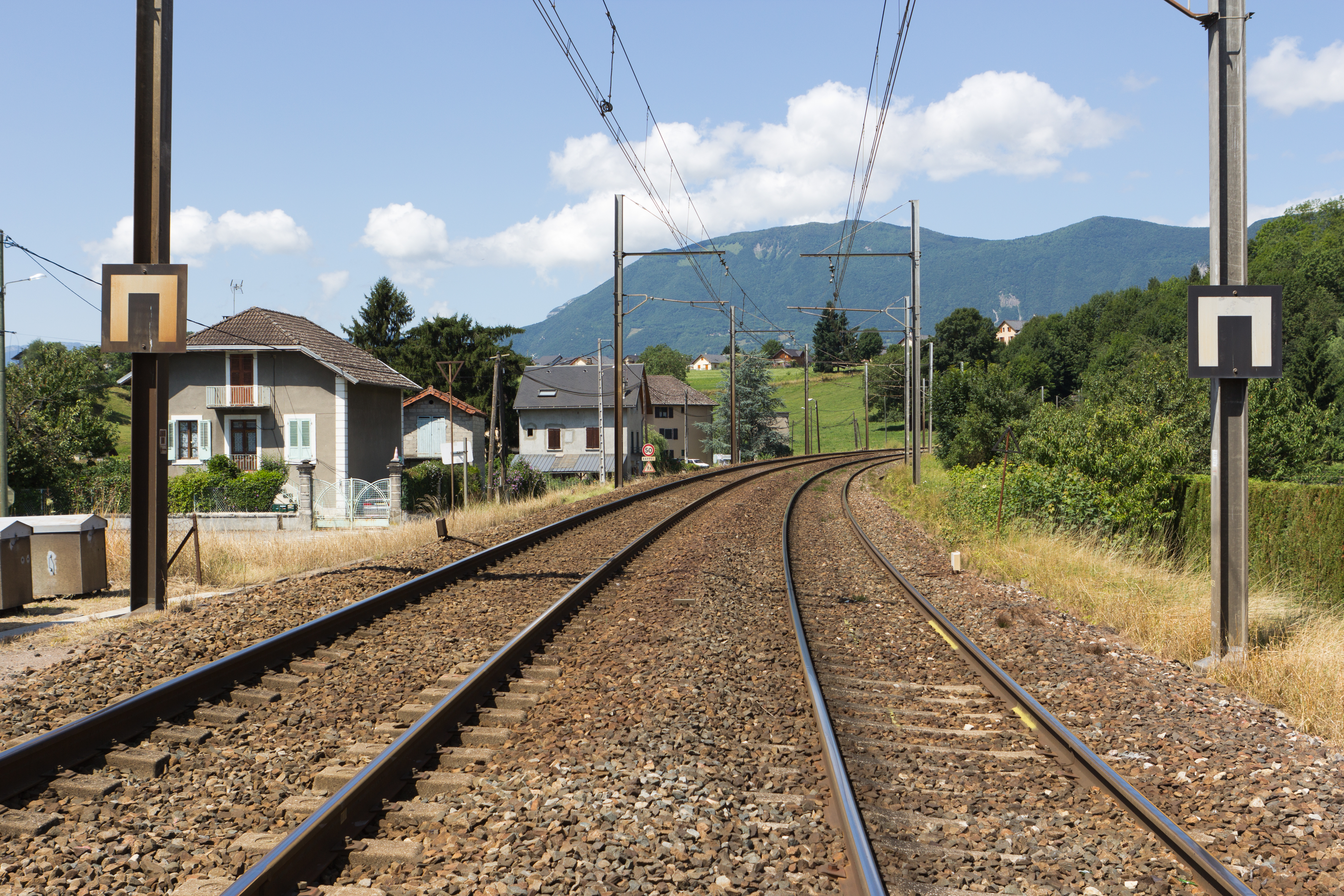
La ligne de la Maurienne vue depuis le passage-à-niveau de Chamousset en direction du tunnel de Chamousset et de Saint-Pierre-d'Albigny.
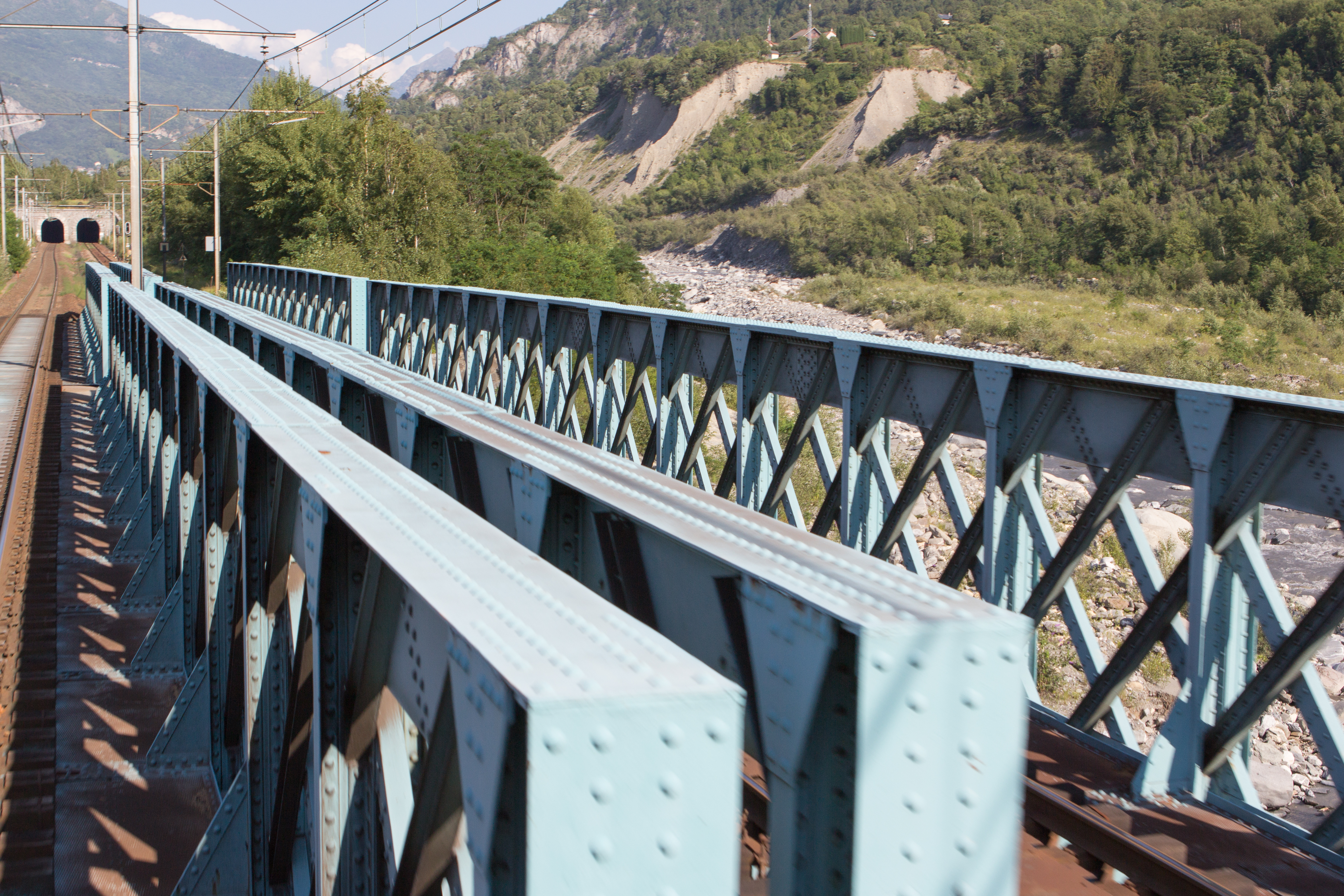
Le pont des Resses sur l'Arc et tunnel de Saint-Julien à Villargondran.
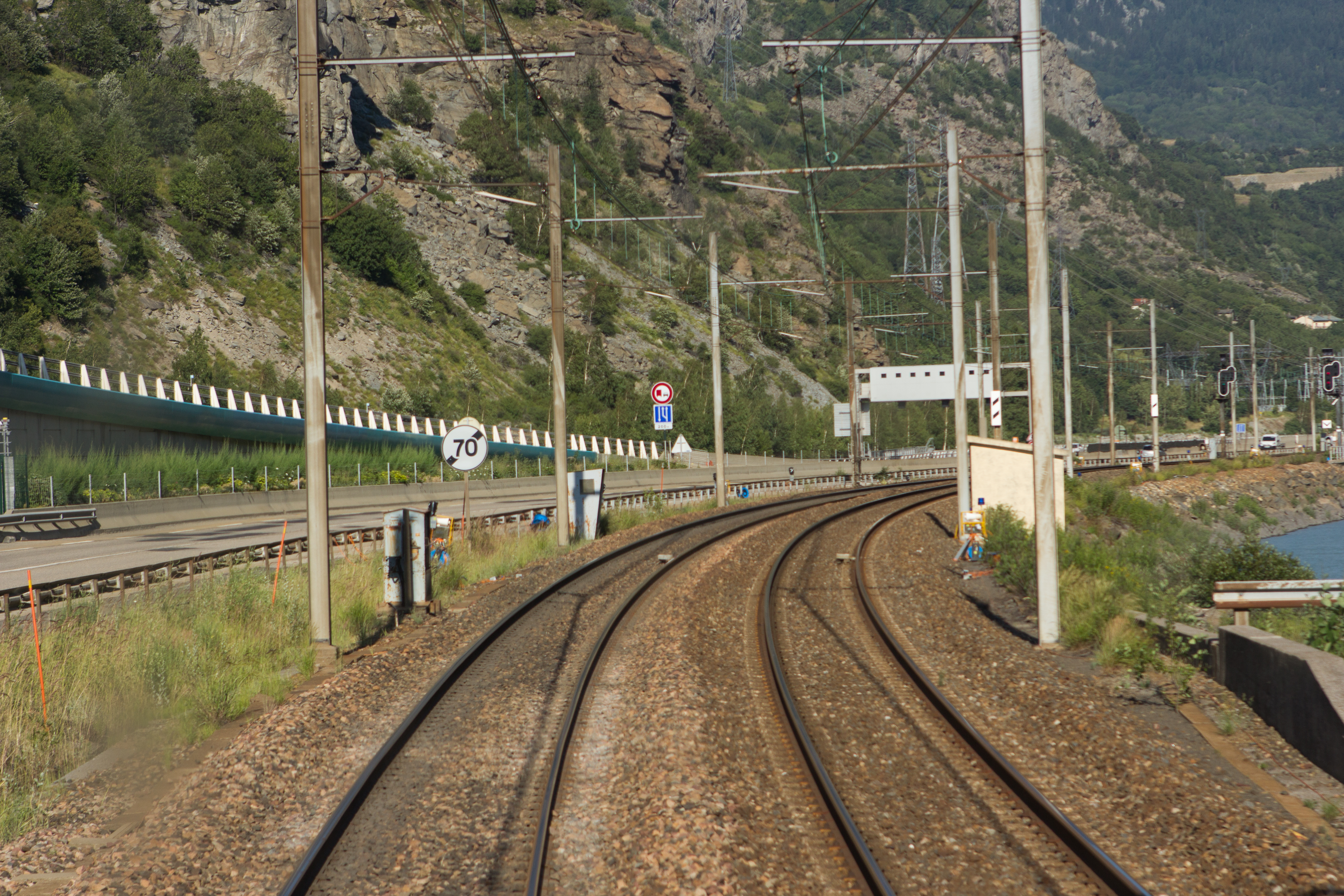
La ligne dans la plaine des Berchettes, à Orelle.
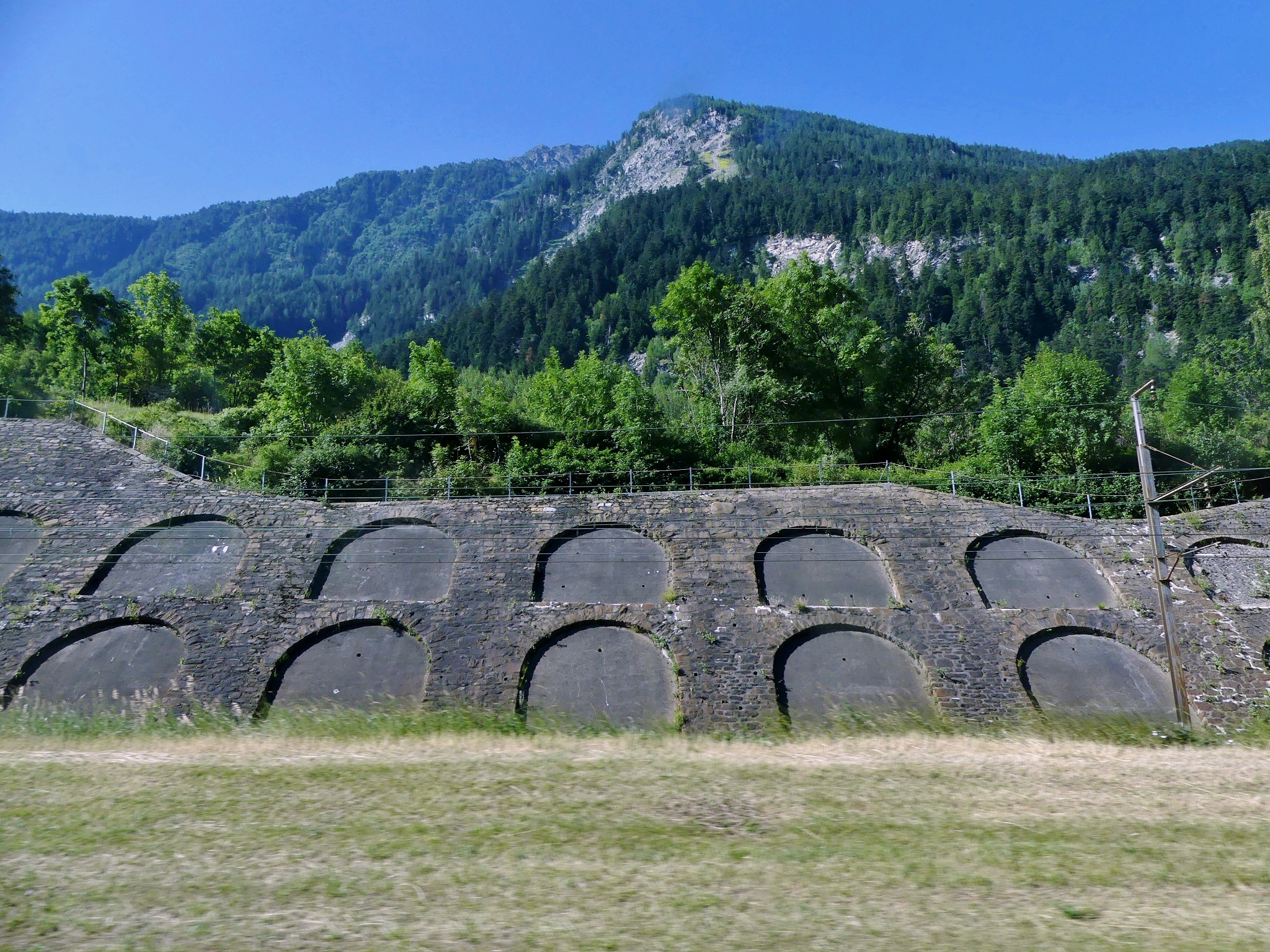
Mur de soutènement à arcades à Freney.

## La ligne dans la culture
- Les inondations de la ligne en 1957 sont illustrées dans une case de la bande dessinée S.O.S. Météores de la série Blake et Mortimer d'Edgar P. Jacobs[39].